# Beardown Man
Beardown Man est le nom d'un mégalithe datant de l'Âge du bronze situé près de Tavistock, dans le comté de Devon, en Angleterre.

## Situation
La pierre se trouve à 542 mètres d'altitude, au cœur du Dartmoor, une région montagneuse du centre du Devon. Elle est située à une quinzaine de kilomètres à l'est-nord-est de Tavistock. Les localités les plus proches sont Postbridge à l'est, Two Bridges (en) au sud, et Cudlipptown (en) à l'ouest.

## Description

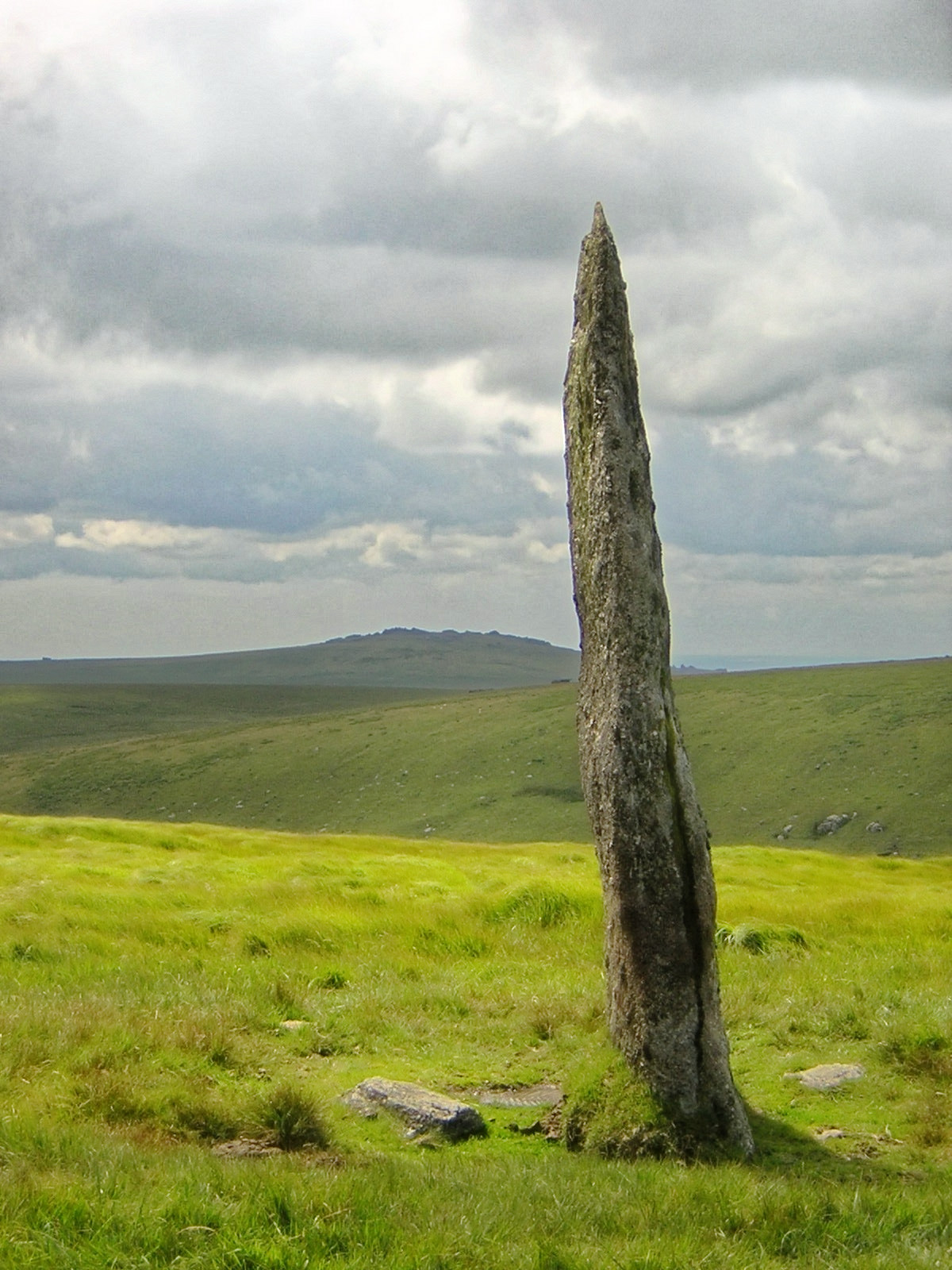
Le menhir vu de profil.

Le menhir se compose de granite et fut érigé il y a plus de 4 000 ans.
Il mesure 3,50 m de hauteur.
Le nom Man vient du celtique maen qui signifie « pierre » ; le nom Beardown fait référence au Beardown Tors (en), un sommet du Dartmoor.